# Short S.17 Kent
Dimensions
Le Short S.17 Kent était un hydravion de ligne quadrimoteur biplan britannique luxueux, conçu et fabriqué par la société irlandaise Short Brothers pour répondre à un besoin de la compagnie Imperial Airways pour un appareil ayant un plus grand rayon d'action que le Short S.8 Calcutta.
Le nouvel avion devait avoir suffisamment d'autonomie pour effectuer d'une seule traite l'étape reliant Mirabella, en Crète, à Alexandrie, en Égypte, sans devoir se poser pour devoir être ravitaillé en carburant dans le territoire colonial italien, à la suite de tensions politiques entre l'Italie et le Royaume-Uni qui avaient mené à l'interdiction des aéronefs britanniques dans les aéroports italiens.
Trois avions furent construits, chacun recevant un nom de baptême : « Scipio », « Syvanus » et « Satyrus ». Généralement, ils étaient désignés « Scipio Class flying boats » (hydravions de la classe Scipio) au sein de la compagnie Imperial Airways. Chaque avion avait trois membres d'équipage (deux pilotes et un opérateur radio/navigateur), et un steward pour préparer des repas et des rafraîchissements pour les passagers.

## Conception et développement
Le Kent était essentiellement une version agrandie et à quatre moteurs du Calcutta, avec la même capacité d'emport de passagers mais disposant d'une capacité d'emport de carburant et de courrier plus importante. Il était propulsé par quatre moteurs en étoile Bristol Jupiter XFBM, montés sur des supports verticaux entre l'aile supérieure et l'aile inférieure,.
Les ailes furent construites en utilisant des longerons en duralumin ondulés et des arêtes tubulaires, avec un revêtement en tissu et des ailerons de type Frise (un système permettant de réduire les efforts à appliquer sur les commandes) sur les ailes supérieure et inférieure. Des passages en duralumin furent installés pour permettre l'accès aux moteurs pour leur maintenance. La section arrière consistait en un stabilisateur horizontal et des stabilisateurs verticaux haubanés. La queue était équipée de compensateurs de type Flettner, identiques à ceux du Short Scylla, qui possédait les mêmes surfaces portantes et de contrôle que le Kent.
Le fuselage en duralumin anodisé était monté en dessous de l'aile inférieure, avec le plan de déjaugeage conçu en acier inoxydable (comme sur le Singapore II) et doté d'une marche transversale. L'utilisation d'acier inoxydable réduisait la fréquence des inspections à terre de la coque. Les problèmes de corrosion galvanique qui affectaient la coque du Singapore II avaient été résolus. Short Brothers devint la première compagnie à maîtriser la technique de construction de flotteurs et coques d'hydravions utilisant une combinaison de ces deux métaux.
Un crochet de retenue à décrochage rapide (quick-release hook), contrôlé par les pilotes, était installé. Il permettait au capitaine de démarrer, chauffer et (si nécessaire) de faire grimper les moteurs à pleine puissance pour préparer le décollage alors que l'avion était encore accroché à sa bouée d'amarrage.
Un confort maximal était demandé pour les passagers et l'équipage : La cabine passagers du Kent était large de 2,59 m et longue de 4,27 m. Les sièges étaient disposés en quatre rangées de paires se faisant face, avec une allée centrale de style « Pullman ». Le cellier du Steward, situé à l'avant à gauche de la cabine passagers, était équipé de cuisinières à doubles brûleurs à huile, sur lesquels le steward (et les valets des riches passagers) pouvaient cuire des plats en vol. Les toilettes et la salle de bain étaient installées à l'opposé du cellier. Le compartiment pour le courrier et le fret était placé un peu plus en avant. Une attention particulière fut portée aux niveaux sonores dans la cabine des passagers et de l'équipage. Les moteurs furent alors dotés d'anneaux collecteurs d'échappement et de longs tubes d'évacuation des gaz produits par les moteurs, afin de réduire le bruit à l'intérieur de l'avion. Le cockpit, pour les deux pilotes, était totalement fermé (à l'inverse de celui du Calcutta), avec un emplacement séparé pour l'officier radio directement en avant du cockpit.

## Histoire opérationnelle
En octobre 1930, l'entreprise Short Brothers, Rochester commença la construction du premier des trois hydravions S.17, qui reçut le nom de baptême « Scipio » (immat. G-ABFA). Il fut lancé et vola pour la première fois le 24 février 1931, emmené par le chef pilote d'essai de Short John Lankester Parker (en), puis entra officiellement en service en Méditerranée au mois de mai de la même année. Le second appareil, nommé « Sylvanus » (immat. G-ABFB), fut lancé le 31 mars 1931. Le troisième, nommé « Satyrus » (immat. G-ABFC), fut lancé le 30 avril 1931 et vola pour la première fois le 2 mai 1931.
La compagnie Imperial Airways utilisa le Kent sur les étapes méditerranéennes de ses lignes menant à l'Inde et aux destinations plus lointaines, les utilisant également pour surveiller des routes planifiées vers l'Afrique du Sud et l'Australie.
Le 22 août 1936, Scipio, de retour d'Inde, se retourna et coula dans « Mirabella Harbour » (entre le territoire principal de la Crète et l'île de Spinalonga) après avoir effectué un amerrissage trop dur, causant la mort de deux passagers. Sylvanus fut détruit par un incendie à Brindisi le 9 novembre 1935. Seul Satyrus survécut, puis fut retiré du service et envoyé à la destruction en juin 1938.
En 1933, Imperial Airways passa une commande pour deux avions « terrestres » basés sur le Kent. Initialement connus sous la désignation S.17/L, puis L.17, ils devinrent le Short Scylla, recevant les noms de baptême Scylla et Syrinx.

## Utilisateur
- Royaume-Uni :
  - Imperial Airways.